# Las Minas (Herrera)
Las Minas es un corregimiento y ciudad cabecera del distrito de Las Minas en la provincia de Herrera, República de Panamá. La localidad tiene 1975 habitantes (2010).